# Les Mesnuls
Les Mesnuls [le mɛnyl] est une commune française située dans le département des Yvelines en région Île-de-France.

## Géographie

### Localisation
La commune est située à l'extrémité nord-est du massif forestier de Rambouillet à 26 kilomètres à l'ouest de Versailles et à 16 kilomètres au nord de Rambouillet.
Le centre-village proprement dit, avec ses quelques commerces et sa mairie un peu excentrée, est regroupé autour de l'église et une majestueuse allée de tilleuls pavée conduit au châtelet d'entrée du château. Une importante partie de l'habitat s'étend vers l'est sur un contrefort boisé qui jouxte la commune de Saint-Rémy-l'Honoré.
Le hameau de la Millière est un lieu-dit résidentiel, vers le sud-ouest, au cœur de la forêt de Rambouillet.

### Géologie et relief
Le relief des Mesnuls est assez varié : au Sud-Ouest se trouve la vallée de la Milière, avec des habitations sur les hauteurs de la vallée et dans le fond[pas clair] un projet de re-wilding[pas clair] mené par Yann Arthus-Bertrand[réf. nécessaire].

### Hydrographie

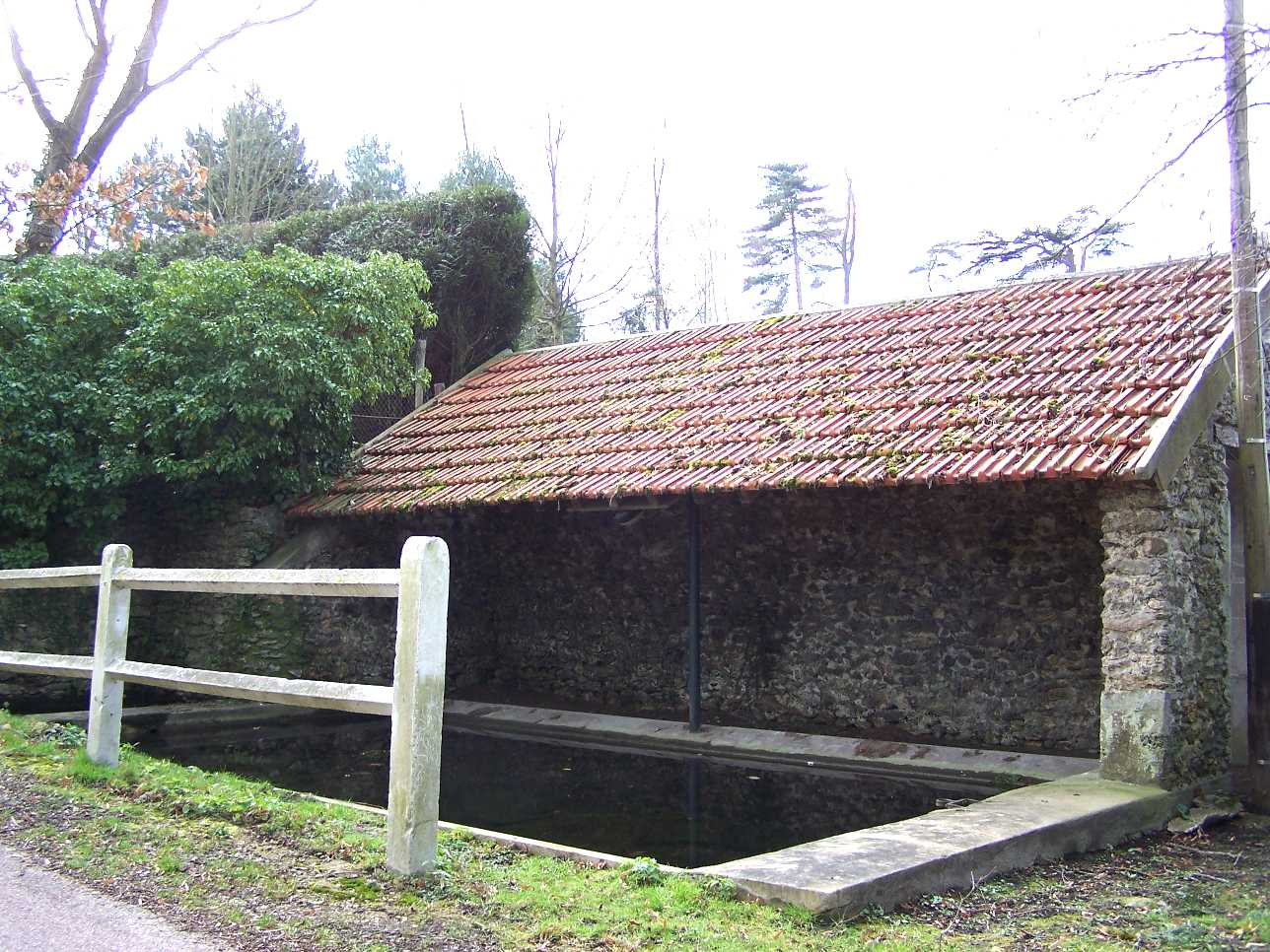
Le lavoir.

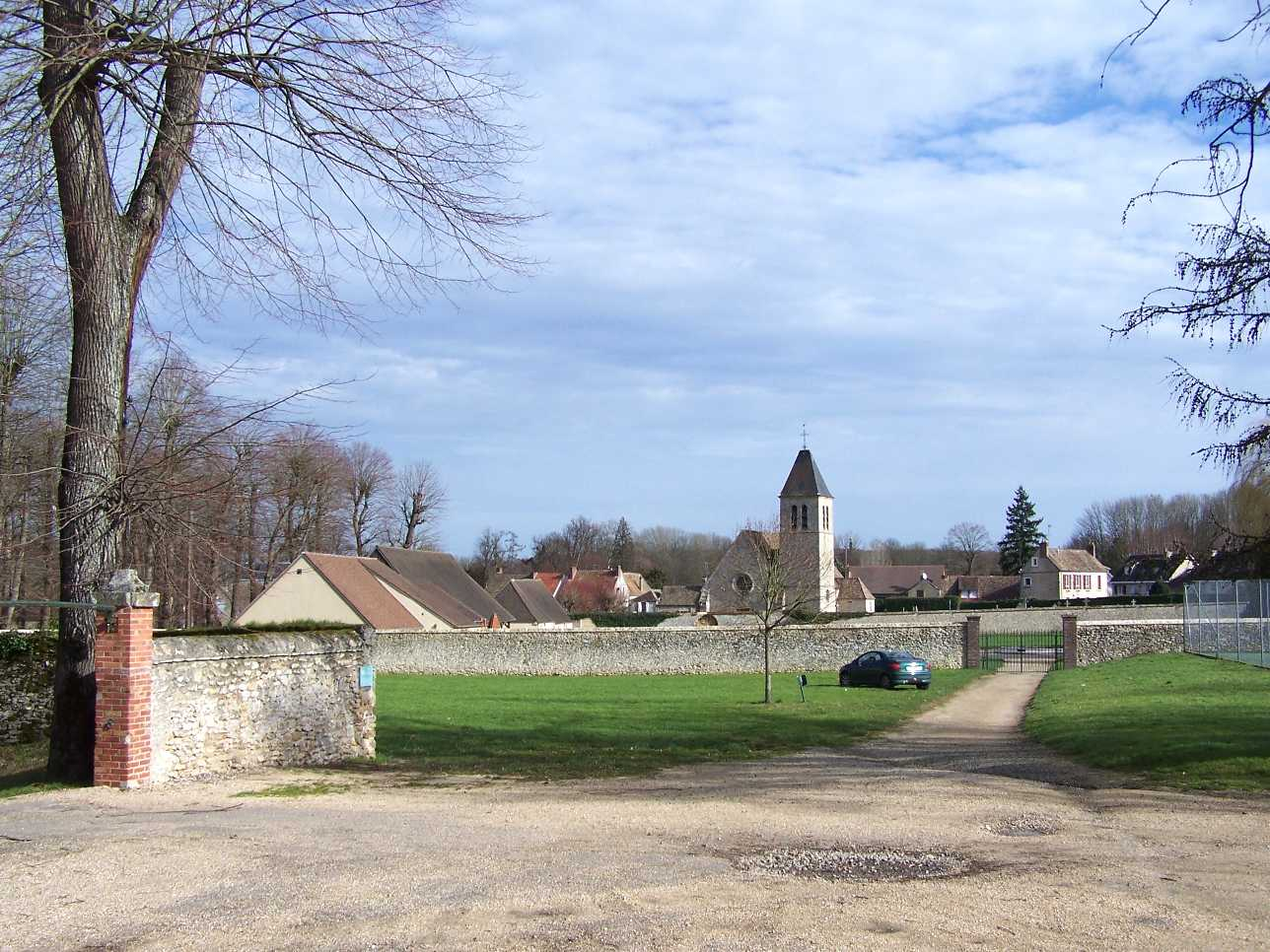
Vue du village.

La Guyonne traverse la commune, petite rivière affluent de la Mauldre. C'est donc un sous-affluent de la Seine.

### Voies de communication et transports

#### Réseau routier
La commune est traversée selon un axe nord-sud par la route départementale 191, qui mène à Mareil-le-Guyon et la vallée de la Mauldre vers le nord et au Perray-en-Yvelines vers le sud. Le trajet fut modifié au sud (conseil municipal du 21 décembre 1843), par un redressement du trajet aboutissant à une démolition partielle du hameau de la Foucharderie. À un carrefour avec cette RD 191, au nord du village, commence la route départementale 155  qui mène à Montfort-l'Amaury vers l'est.

#### Desserte ferroviaire
Les gares ferroviaires les plus proches de la commune sont celles de Montfort-l'Amaury - Méré à 7 km et Villiers - Neauphle - Pontchartrain à 8 km.

#### Autobus
La commune est desservie par la ligne 5 du réseau de bus Centre et Sud Yvelines qui permet une liaison jusqu'à la gare de Saint-Quentin-en-Yvelines via les communes de Montfort-l'Amaury et Jouars-Pontchartrain. En période scolaire, les lignes V, 5349 et 79 du même réseau permettent la desserte des établissements situés à Villiers-Saint-Frédéric, La Queue-les-Yvelines et Rambouillet.

### Climat
Pour des articles plus généraux, voir Climat de l'Île-de-France et Climat des Yvelines.
En 2010, le climat de la commune est de type climat océanique dégradé des plaines du Centre et du Nord, selon une étude du CNRS s'appuyant sur une série de données couvrant la période 1971-2000. En 2020, Météo-France publie une typologie des climats de la France métropolitaine dans laquelle la commune est dans une zone de transition entre le climat océanique et le climat océanique altéré et est dans la région climatique Sud-ouest du bassin Parisien, caractérisée par une faible pluviométrie, notamment au printemps (120 à 150 mm) et un hiver froid (3,5 °C).
Pour la période 1971-2000, la température annuelle moyenne est de 10,7 °C, avec une amplitude thermique annuelle de 14,4 °C. Le cumul annuel moyen de précipitations est de 676 mm, avec 11,1 jours de précipitations en janvier et 7,9 jours en juillet. Pour la période 1991-2020, la température moyenne annuelle observée sur la station météorologique la plus proche, située sur la commune de Saint-Léger-en-Yvelines à 7 km à vol d'oiseau, est de 11,0 °C et le cumul annuel moyen de précipitations est de 706,3 mm,. Pour l'avenir, les paramètres climatiques de la commune estimés pour 2050 selon différents scénarios d'émission de gaz à effet de serre sont consultables sur un site dédié publié par Météo-France en novembre 2022.

## Urbanisme

### Typologie
Au 1er janvier 2024, Les Mesnuls est catégorisée commune rurale à habitat dispersé, selon la nouvelle grille communale de densité à sept niveaux définie par l'Insee en 2022.
Elle appartient à l'unité urbaine de Montfort-l'Amaury, une agglomération intra-départementale regroupant trois  communes, dont elle est une commune de la banlieue,,. Par ailleurs la commune fait partie de l'aire d'attraction de Paris, dont elle est une commune de la couronne,. Cette aire regroupe 1 929 communes,.

### Occupation des solssimplifiée
Le territoire de la commune se compose en 2017 de 79,73 % d'espaces agricoles, forestiers et naturels, 11,42 % d'espaces ouverts artificialisés et 8.86 % d'espaces construits artificialisés.

## Toponymie
Le nom de la localité est attesté sous les formes Mesnil, Les Mesnils puis Les Menuls en 1801. 
« Mesnil », toponyme très répandu en France, à partir de Mansionem, le bas-latin a créé un nouveau terme dérivé du mot latin mansionile, diminutif de mansio, demeure, habitation, maison. Devenu en français médiéval maisnil, mesnil, « maison avec terrain ».

## Histoire

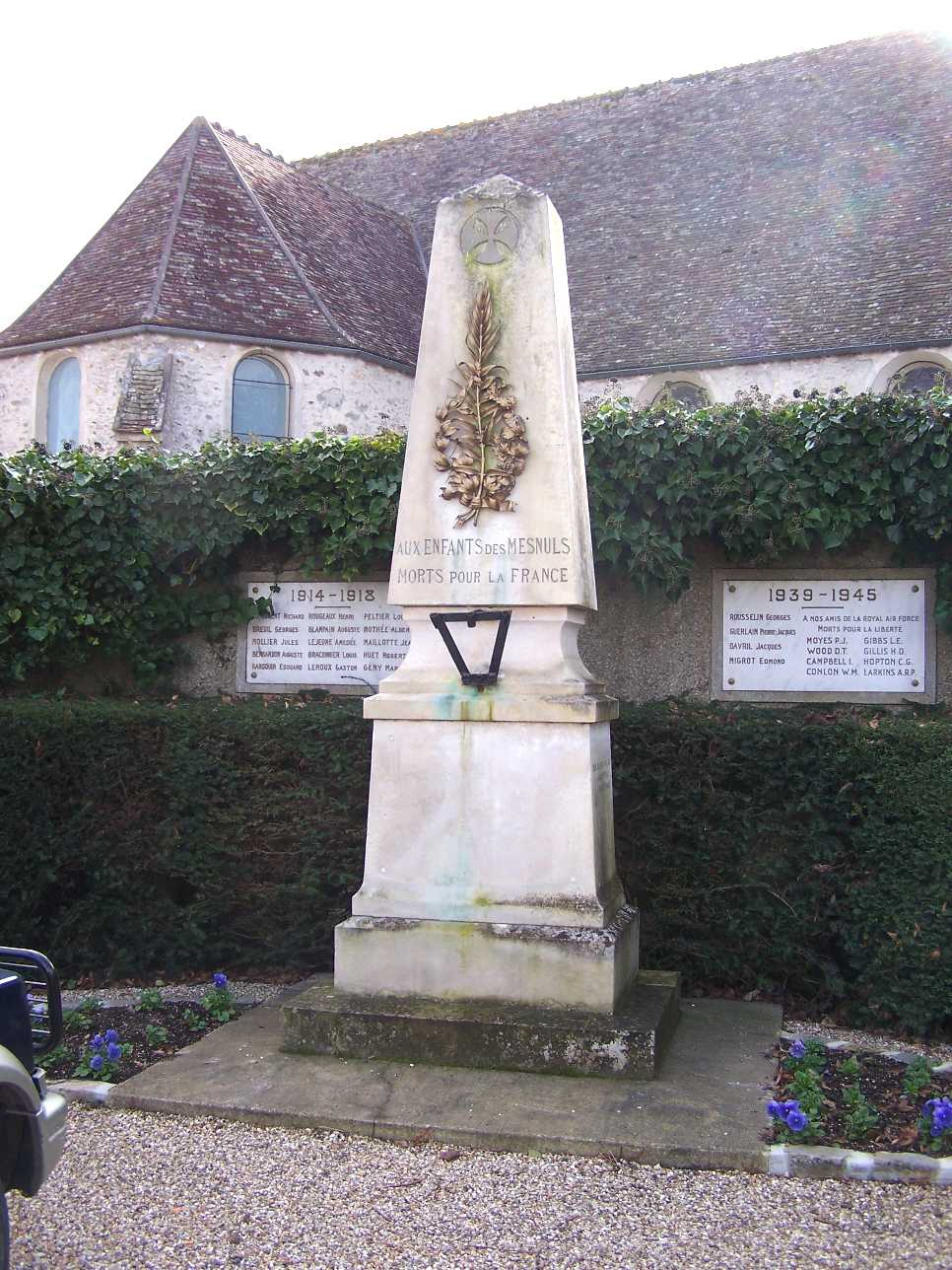
Le monument aux morts.

À l'époque romaine une voie romaine orientée nord-sud et reliant Chartres à Beauvais traversait l'actuel territoire communal, une borne en a été retrouvée au hameau de la Millière. En 1964, après leur découverte par l'archéologue François Zuber en 1963, ce sont les ruines d'une villa gallo-romaine qui sont mises au jour sur un versant de la vallée de la Guyonne, au lieu-dit « le Bois de Mareil ». On y a retrouvé notamment une fresque dite « des quatre saisons », datant des Ier et IIe siècles apr. J.-C..
L'histoire ultérieure du village est liée à celle du château, construit à l'origine, vers 1530, par Christophe de Refuge, gentilhomme de François 1er. Plusieurs propriétaires s'y sont ensuite succédé, dont le comte de Maupeau au XVIIIe siècle.
L'église possède des reliques de sainte Véronique transférées de Lyon en 1856.
Pendant la Révolution, la chapelle Notre-Dame-du-Chêne, construite à l'origine par Amaury de Montfort est détruite. Elle fut reconstruite en 1825 sur souscription.

## Politique et administration

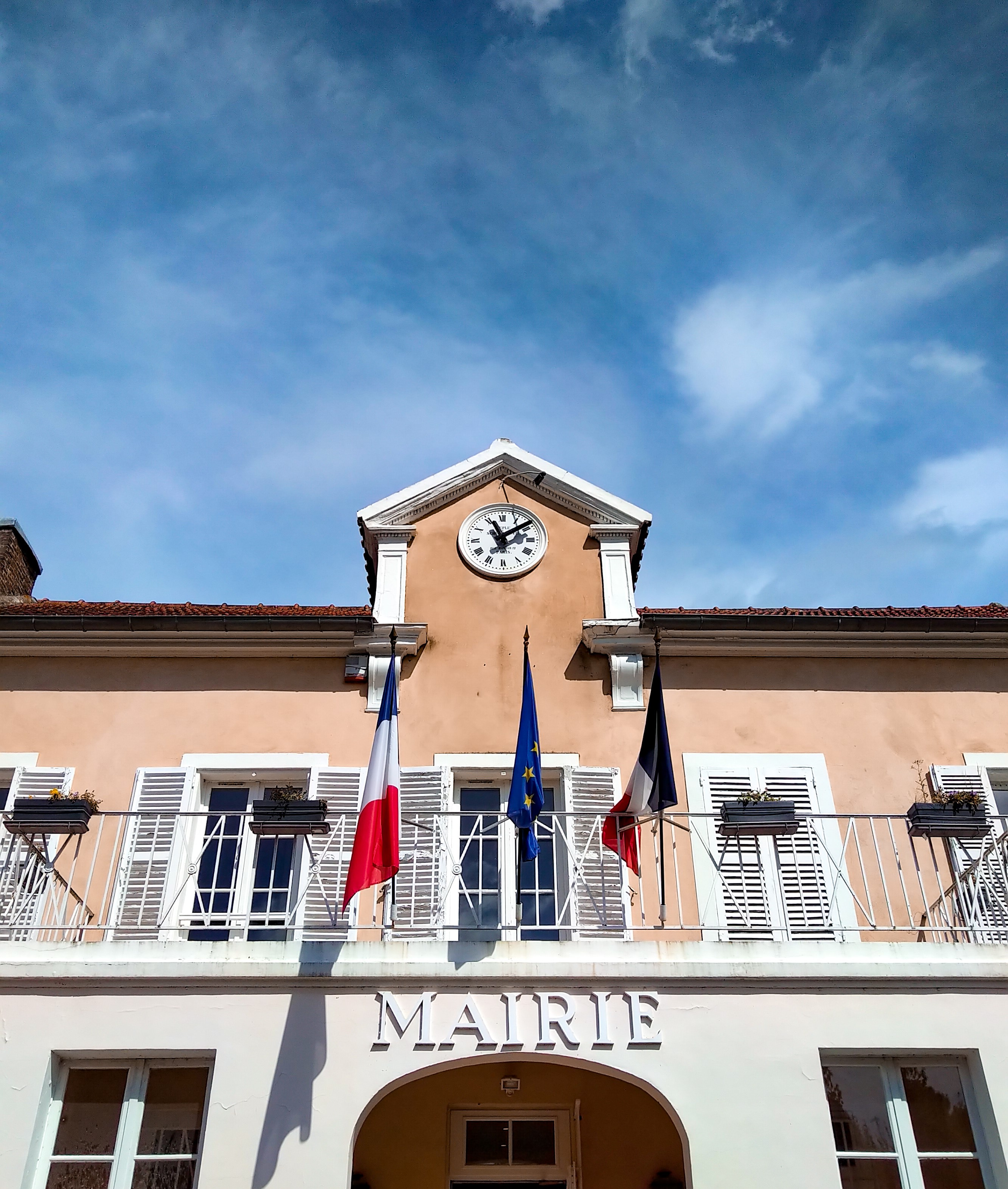
La mairie.

### Liste des maires
| Période | Période  | Identité     | Étiquette | Qualité |
| ------- | -------- | ------------ | --------- | ------- |
| 2001    | 2014     | Marc Lautour |           |         |
| 2014    | En cours | Michel Roux  |           |         |

## Population et société

### Démographie

#### Évolution démographique
L'évolution du nombre d'habitants est connue à travers les recensements de la population effectués dans la commune depuis 1793. Pour les communes de moins de 10 000 habitants, une enquête de recensement portant sur toute la population est réalisée tous les cinq ans, les populations de référence des années intermédiaires étant quant à elles estimées par interpolation ou extrapolation. Pour la commune, le premier recensement exhaustif entrant dans le cadre du nouveau dispositif a été réalisé en 2008.

En 2022, la commune comptait 893 habitants, en évolution de +3,6 % par rapport à 2016 (Yvelines : +2,72 %, France hors Mayotte : +2,11 %).
| 1793 | 1800 | 1806 | 1821 | 1831 | 1836 | 1841 | 1846 | 1851 |
| ---- | ---- | ---- | ---- | ---- | ---- | ---- | ---- | ---- |
| 304  | 688  | 709  | 686  | 680  | 700  | 665  | 660  | 611  |

| 1856 | 1861 | 1866 | 1872 | 1876 | 1881 | 1886 | 1891 | 1896 |
| ---- | ---- | ---- | ---- | ---- | ---- | ---- | ---- | ---- |
| 605  | 594  | 620  | 617  | 584  | 556  | 570  | 555  | 544  |

| 1901 | 1906 | 1911 | 1921 | 1926 | 1931 | 1936 | 1946 | 1954 |
| ---- | ---- | ---- | ---- | ---- | ---- | ---- | ---- | ---- |
| 539  | 509  | 425  | 419  | 455  | 463  | 376  | 425  | 578  |

| 1962 | 1968 | 1975 | 1982 | 1990 | 1999 | 2006 | 2008 | 2013 |
| ---- | ---- | ---- | ---- | ---- | ---- | ---- | ---- | ---- |
| 545  | 565  | 675  | 770  | 793  | 883  | 879  | 878  | 841  |

| 2018 | 2022 | - | - | - | - | - | - | - |
| ---- | ---- | - | - | - | - | - | - | - |
| 853  | 893  | - | - | - | - | - | - | - |

#### Pyramide des âges
En 2018, le taux de personnes d'un âge inférieur à 30 ans s'élève à 31,6 %, soit en dessous de la moyenne départementale (38 %). À l'inverse, le taux de personnes d'âge supérieur à 60 ans est de 31,2 % la même année, alors qu'il est de 21,7 % au niveau départemental.
En 2018, la commune comptait 411 hommes pour 442 femmes, soit un taux de 51,82 % de femmes, légèrement supérieur au taux départemental (51,32 %).
Les pyramides des âges de la commune et du département s'établissent comme suit.
| Hommes | Classe d’âge | Femmes |
| ------ | ------------ | ------ |
| 1,0    | 90 ou +      | 0,2    |
| 5,6    | 75-89 ans    | 7,2    |
| 24,1   | 60-74 ans    | 24,2   |
| 21,4   | 45-59 ans    | 19,5   |
| 17,0   | 30-44 ans    | 16,5   |
| 17,8   | 15-29 ans    | 15,2   |
| 13,1   | 0-14 ans     | 17,2   |

| Hommes | Classe d’âge | Femmes |
| ------ | ------------ | ------ |
| 0,6    | 90 ou +      | 1,4    |
| 6      | 75-89 ans    | 7,8    |
| 13,5   | 60-74 ans    | 14,8   |
| 20,7   | 45-59 ans    | 20,1   |
| 19,6   | 30-44 ans    | 19,9   |
| 18,5   | 15-29 ans    | 16,8   |
| 21,2   | 0-14 ans     | 19,2   |

### Enseignement
La commune administre une école élémentaire publique.

## Économie
En 1925, le premier camp de vacances de France pour amateurs de camping ouvre aux Mesnuls, sous les auspices du Touring club de France. Les prix y sont de 8 à 12 francs le jour.

## Culture locale et patrimoine

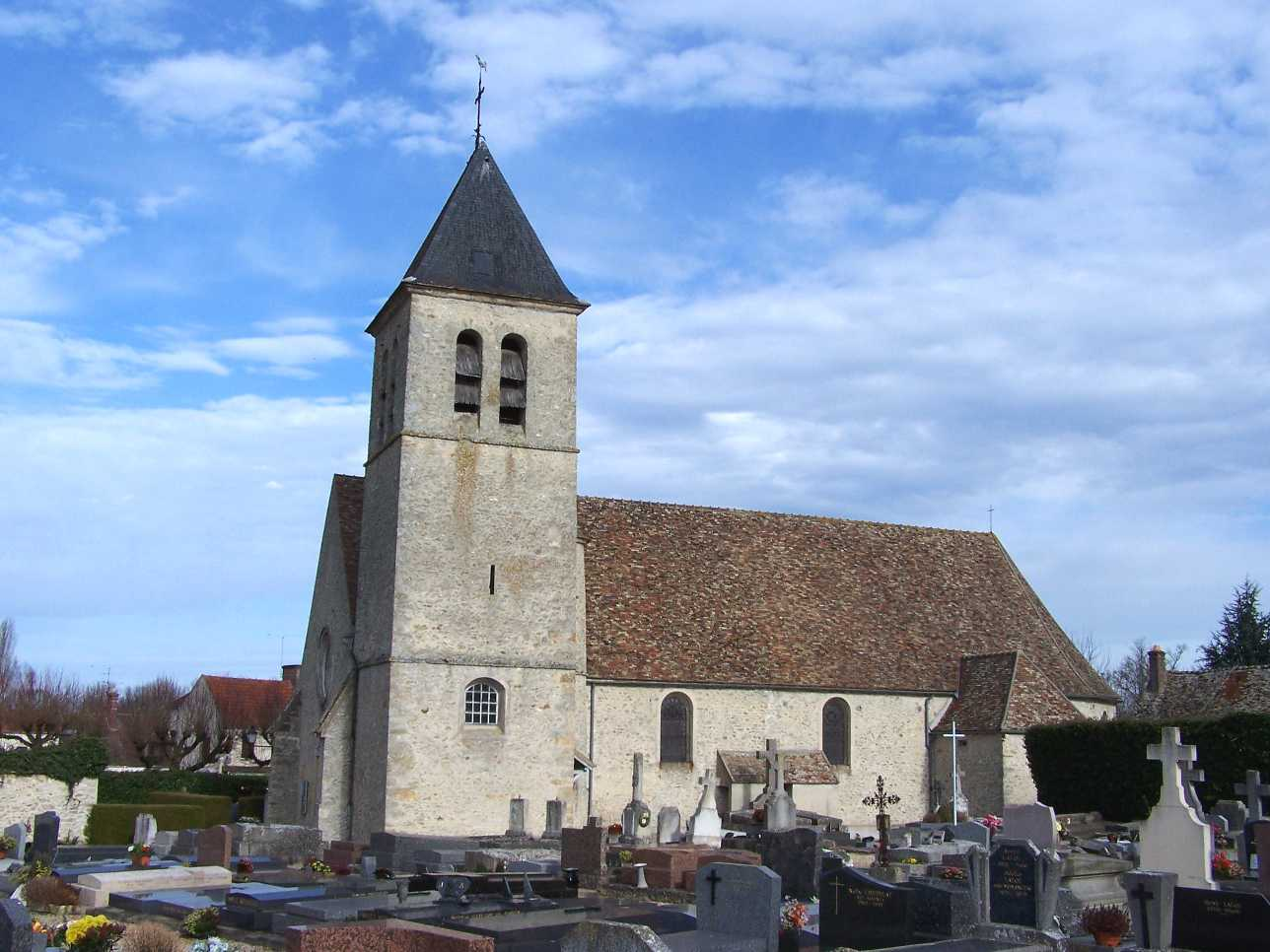
L'église Saint-Éloi.

### Lieux et monuments
- Église Saint-Éloi, XVe siècle.
- Le château des Mesnuls : la construction des premiers éléments (châtelet d'entrée, douves) remonte au XVIe siècle, et le corps principal du château date de 1731. Protégé depuis 1945, il est classé monument historique depuis 1975.

La compagnie Thomson-CSF, (aujourd'hui Thales) a longtemps possédé ce château, actuellement propriété de la société Chateauform.
- Chapelle Notre-Dame-du-Chêne sur la route de Montfort-l'Amaury, construite en 1825.
- Lavoir de la rue du Moulin, XIXe siècle.

### Personnalités liées à la commune
- Bénigne Dauvergne de Saint-Mars (1626-1708), militaire, y est probablement né.
- Hélène Jourdan-Morhange (1888-1961), violoniste et amie de Maurice Ravel, y est enterrée avec Luc-Albert Moreau.
- Luc-Albert Moreau (1882-1948), peintre, y posséda Le Petit Moulin ou « Manigot », « la petite chaumière de Luc-Albert Moreau »[26] ainsi que l'appelait sa compagne, Hélène Jourdan-Morhange. Il est enterré avec elle au cimetière des Mesnuls.
- Jean-Paul Guerlain (1937-), parfumeur français, y possède le domaine de La Vallée[27].
- Yann Arthus-Bertrand (1946-), photographe, y réside[28].
- Catherine Nay (1943-), journaliste et éditorialiste politique, y possède une maison de campagne. Son époux, le résistant et ancien ministre Albin Chalandon (1920-2020), y est décédé et est inhumé dans le cimetière.
- Matthieu Pigasse (1968-), homme d'affaires, y possède une maison[29].
- Bruno Nuytten (1945-), directeur de la photographie, réalisateur, y réside.
- Marc Lavoine (1962-), chanteur, y possède une maison.